# Nemacheilus platiceps
Nemacheilus platiceps är en fiskart som beskrevs av Kottelat, 1990. Nemacheilus platiceps ingår i släktet Nemacheilus och familjen grönlingsfiskar. IUCN kategoriserar arten globalt som otillräckligt studerad. Inga underarter finns listade i Catalogue of Life.